# Polygala timoutoides
Polygala timoutoides là một loài thực vật có hoa trong họ Viễn chí. Loài này được Chodat miêu tả khoa học đầu tiên năm 1889.